# Wild Life
Wild Life je debitantski studijski album rock skupine Wings, ki je izšel 7. decembra 1971 pri založbi Apple Records. Album je bil posnet julija in avgusta 1971 v studiu Abbey Road v zasedbi: Paul in Linda McCartney, bobnar Denny Seiwell in kitarist Denny Laine.

## Seznam skladb
Vse skladbe sta napisala Paul in Linda McCartney, razen, kjer je posebej napisano.
| Stran 1 | Stran 1                                                          | Stran 1 |
| Št.     | Naslov                                                           | Dolžina |
| ------- | ---------------------------------------------------------------- | ------- |
| 1.      | „Mumbo‟                                                          | 3:54    |
| 2.      | „Bip Bop‟                                                        | 4:14    |
| 3.      | „Love is Strange‟ (Mickey Baker, Sylvia Vanderpool, Ethel Smith) | 4:50    |
| 4.      | „Wild Life‟                                                      | 6:48    |

| Stran 2 | Stran 2                  | Stran 2 |
| Št.     | Naslov                   | Dolžina |
| ------- | ------------------------ | ------- |
| 1.      | „Some People Never Know‟ | 6:35    |
| 2.      | „I Am Your Singer‟       | 2:15    |
| 3.      | „Tomorrow‟               | 3:28    |
| 4.      | „Dear Friend‟            | 5:53    |

### The Paul McCartney Collection remaster
| Št. | Naslov                                                           | Dolžina |
| --- | ---------------------------------------------------------------- | ------- |
| 1.  | „Mumbo‟                                                          | 3:54    |
| 2.  | „Bip Bop‟                                                        | 4:14    |
| 3.  | „Love is Strange‟ (Mickey Baker, Sylvia Vanderpool, Ethel Smith) | 4:50    |
| 4.  | „Wild Life‟                                                      | 6:48    |
| 5.  | „Some People Never Know‟                                         | 6:35    |
| 6.  | „I Am Your Singer‟                                               | 2:15    |
| 7.  | „Bip Bop Link‟                                                   | 0:52    |
| 8.  | „Tomorrow‟                                                       | 3:28    |
| 9.  | „Dear Friend‟                                                    | 5:53    |
| 10. | „Mumbo Link‟                                                     | 0:45    |

| Bonus | Bonus                                 | Bonus   |
| Št.   | Naslov                                | Dolžina |
| ----- | ------------------------------------- | ------- |
| 11.   | „Give Ireland Back to the Irish‟      | 3:46    |
| 12.   | „Mary Had a Little Lamb‟              | 3:34    |
| 13.   | „Little Woman Love‟                   | 2:11    |
| 14.   | „Mama's Little Girl‟ (Paul McCartney) | 3:41    |

## Zasedba

### Wings
- Paul McCartney – solo vokal, bas kitara, kitare, klavir, klaviature, tolkala
- Linda McCartney – klaviature, klavir, tolkala, vokal
- Denny Laine – kitare, bas kitara, tolkala, klaviature, vokal
- Denny Seiwell – bobni, tolkala